# Ponte da Barca (freguesia)
Ponte da Barca is een plaats (freguesia) in de Portugese gemeente Ponte da Barca en telt 2308 inwoners (2001).

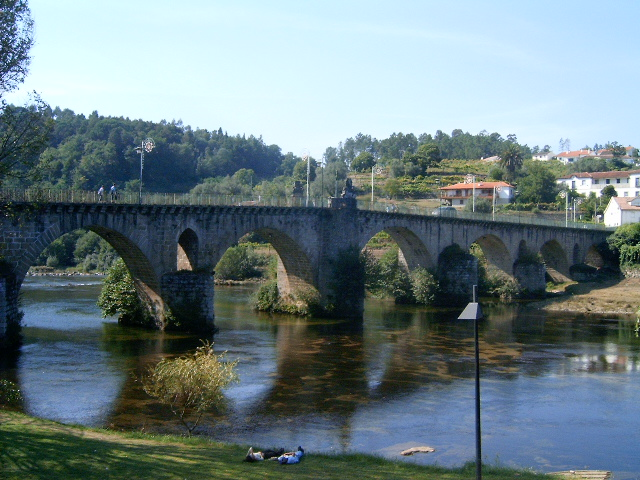
Brug